# Трудові правовідносини
Трудові правовідносини — об'єкт трудового права — це правові відносини між роботодавцем і працівником щодо виконання останнім певної роботи на умовах, визначених законодавством та роботодавцем. Працівник завжди є фізичною особою і є певною мірою залежною стороною в трудових правовідносинах, оскільки процес праці визначає роботодавець, але законодавство про працю передбачає широкий набір гарантій для працівника.
Трудові правовідносини оформляються записом до трудової книжки, виданням наказу про прийом на роботу, а у визначених законодавством випадках - трудовим контрактом.